# Tratado de paz perpetua entre la corona francesa y la Confederación Suiza
Tras la derrota de los suizos a manos del ejército mandado por el recién ascendido al trono Francisco I de Francia en la batalla de Marignano en septiembre de 1515, se llegó a un acuerdo entre ambas partes denominando Tratado de paz perpetua, firmado en Friburgo el 29 de noviembre de 1516.

## Firmantes

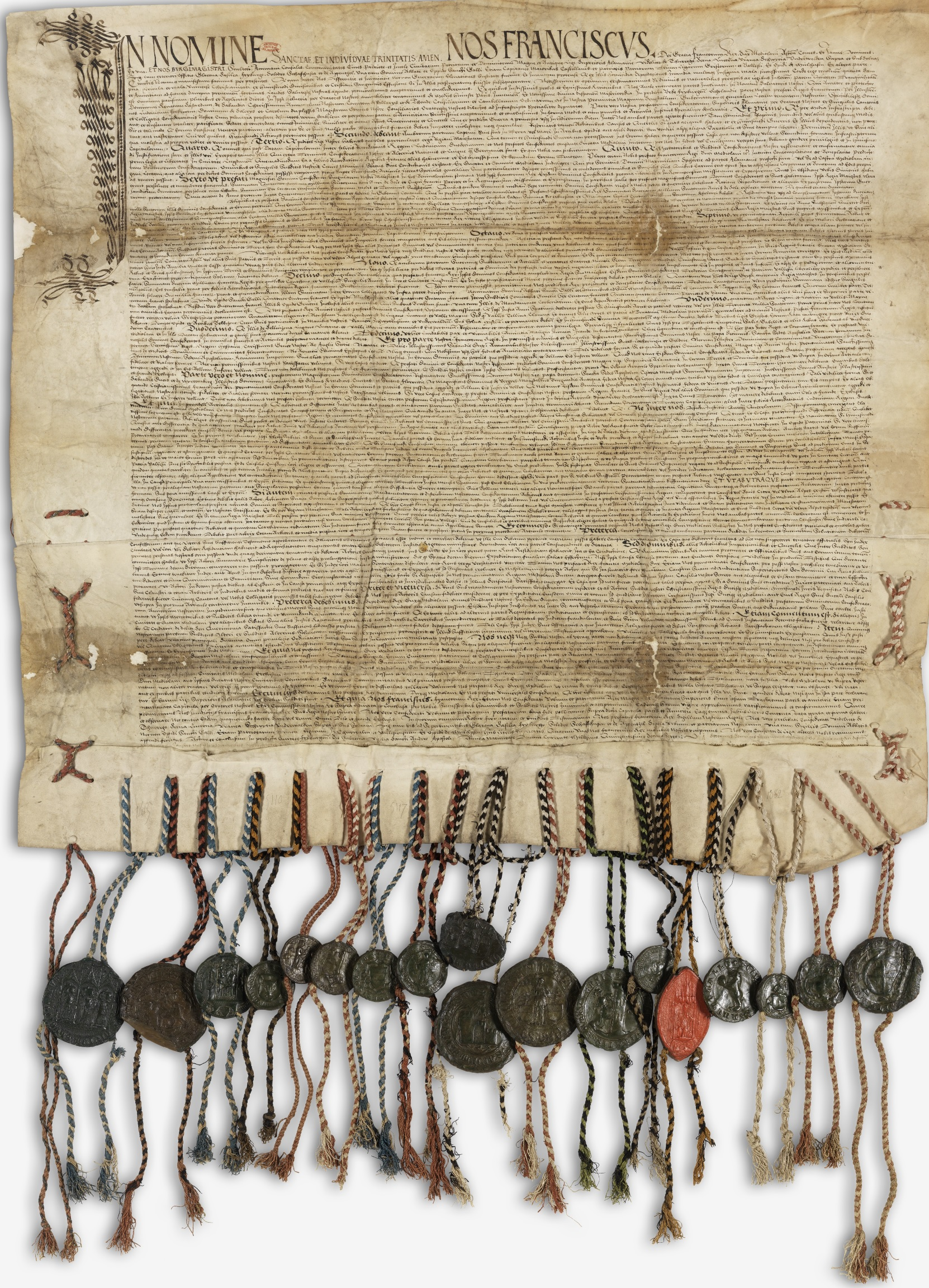
Tratado sellado por los cantones y sus aliados

A diferencia de otros tratados firmados con término al final de la vida del monarca, éste se firmaba a perpetuidad entre la Corona francesa y la confederación suiza obligando a los sucesores de Francisco I cumplir lo dispuesto en el mismo. Por parte suiza, firmaban los Trece Cantones, la abadía de San Galo, las villas de San Galo, Biel/Bienne y Mulhouse y la república de Valais, la Liga Gris y la Liga de la Casa de Dios (Ca' di Dio, Cadi, Gottes Haus o Caddée).

## Reconocimiento de la expansión suiza
La firma del tratado suponía el reconocimiento de la Corona francesa de la expansión realizada en años anteriores por la Confederación Suiza en el norte del Ducado de Milán, título que por derecho de conquista ostentaba en ese momento el rey de Francia.

La Antigua Confederación Suiza desde 1291 al.

Se reconocía el dominio de los Grisones de las Tres Ligas sobre la Valtelina y el condado de Chiavenna y la asociación de las bailías que conformaban la región de Tesino a la condeferación, territorios que habían sido posesiones del duque de Milán, como el Valais.

Las Tres Ligas en 1512

## Indemnización
El rey de Francia se obligaba a abonar una indemnización a la Confederación Suiza en compensación por las guerras pasadas, por un importe de 700.000 escudos pagaderos en cuatro anualidades. Igualmente, debía abonar la suma de 2.000 florines anuales a cada uno de los 13 cantones, las ligas grises, Caddée y Valais y 1.000 para cada uno de los otros cuatro firmantes.
Asimismo, había otros acuerdos de tipo económico que permitía la restitución de la Valtelina al ducado de Milán por 150.000 escudos. 

## Consecuencias
El tratado sirvió para afirmar la expansión de la Confederación Suiza en el norte de Italia, si bien la Valtelina y Sondrio acabaron separados de la Confederación a causa de las guerras napoleónicas y el consiguiente Congreso de Viena.
El tratado probaba el poder político de Suiza basado en su potencia militar, pues si bien la Batalla de Marignano había supuesto una derrota en el campo, las condiciones favorables a la Confederación del tratado de paz perpetua evidenciaban que la Corona francesa no quería tener como enemigo a Suiza. Por otro lado, la expansión territorial se fue ralentizando, si bien pueden haber contribuido a ello causas de orden interno, como las divisiones religiosas nacidas la década posterior. 
La Corona francesa, y en particular Francisco I, se convirtió en el principal contratista de mercenarios suizos durante la Edad Moderna.

## Fin de la paz perpetua
En 1798 Suiza sería invadida por las tropas revolucionarias francesas, poniendo fin a casi tres siglos de paz entre ambas naciones.  

### Libros
Emmanuel May de Romainmotier,Histoire militaire de la Suisse, et celle des Suisses dans les différens services de l'Europe, Volumen 4, Lausana, 1788.
- Datos: Q3536795